# Нурушев, Сандибек Байтемирович
Сандибек Байтемирович Нарушев (25.12.1932-16.02.2018) — российский учёный, доктор физико-математических наук, профессор МИФИ.
Родился в городе Чимбай Каракалпакской АССР.
Рано осиротел: отец Байтамир Нурушев умер в немецком плену в 1944 г., мать умерла в 1947 г.
Окончил русскую среднюю школу (с отличием) и в 1955 г. — Московский механический институт (ММИ — предшественник МИФИ) по специальности «Вакуумная и компрессорная техника физических установок», квалификация «инженер-физик».
Был зачислен в штат ИЯП АН СССР старшим лаборантом, затем работал младшим научным сотрудником. В 1963 году защитил кандидатскую диссертацию, тема «Спиновое взаимодействие протонов со сложными ядрами при энергиях 565—660 МЭВ».
В 1965 году переведен в ИФВЭ. В 1975 г. защитил докторскую диссертацию «Исследование упругого рассеяния отрицательных пионов на протонах в интервале импульсов 33-60 ГэВ/с».
В настоящее время — старший научный сотрудник Лаборатории ядерных проблем Института физики высоких энергий НИЦ «Курчатовский институт».
Одновременно с 2013 г. профессор МИФИ.
Награды: орден «Знак Почёта» (1975), бронзовая медаль ВДНХ (1969) и медаль «За доблестный труд. В ознаменование 100-летия со дня рождения В. И. Ленина» (1970).
Умер 16 февраля 2018 года после продолжительной болезни.
Сочинения:
- Введение в поляризационную физику : учебное пособие для студентов высших учебных заведений / С. Б. Нурушев, М. Ф. Рунцо, М. Н. Стриханов. — Москва : МИФИ, 2007. — 514 с.; 21 см. — (Библиотека ядерного университета / Федеральное агентство по образованию, Московский инженерно-физ. ин-т (гос. ун-т)).; ISBN 978-5-7262-0796-4 (В пер.)
- Study of the total and differential cross sections, and polarization effects in PP elastic scattering at RHIC : Paper presented on behalf of PP2PP (R7) collab. [1] at the 8-th Blois conf., June 28- July 2, 1999, Protvino, Russia / S. B. Nurushev. — Protvino : ГНЦ РФ. Ин-т физики высоких энергий, 1999. — 7 с. : ил.; 28 см. — (Препринт / State research center of Russia. Inst. for high energy physics; IHEP 99-54).
- Экспериментальные данные по упругому нуклон-нуклонному взаимодействию [Текст] / С. Б. Нурушев, Я. А. Смородинский. — Дубна : [б. и.], 1960. — 31 с. : ил.; 29 см. — (Издания/ Объедин. ин-т ядерных исследований. Лаборатория ядерных проблем. Лаборатория теоретической физики; Р-473).
- Образование π-мезонов в реакции NN→NNπ на поляризованных нуклонах в модели однопионного обмена [Текст] / С. Б. Нурушев, В. Л. Соловьянов. — [Дубна] : [б. и.], [1965]. — 22 с. : черт.; 21 см. — (Издания/ Объедин. ин-т ядерных исследований. Лаборатория ядерных проблем; Р-2382).